# River Ouayaneri
Der River Ouayaneri (auch: River Quayaneri) ist ein Fluss an der Ostküste von Dominica. Er entspringt im Gebiet des Nationalpark Morne Trois Pitons und bildet die Grenze zwischen den Parishes Saint David und Saint Patrick.

## Geographie
Der River Ouayaneri entspringt mit mehreren Quellbächen am Kamm zwischen Morne Macaque und Morne Watt (Grande Soufrière Hills, weitere Quelle: ⊙), an der Grenze zum Parish Saint George. Aus einer Höhe von 840 m über dem Meer fließen die Quellbäche in dem tief eingeschnittenen Tal steil nach Osten und fließen im Talkessel zusammen, dann vorbei an Palmiste und Bois Blanc im Süden, sowie an der Plantage Carse O'Gowrie Estate, wo am Unterlauf noch der Taberi River mündet. Bald darauf mündet der Fluss in der Bout Sable Bay, nur wenig nördlich der Siedlung Corossol in den Atlantik.
Benachbarte Flüsse sind River Bibiay im Norden und Carse O’Gowrie River im Unterlauf sowie der River Sarisari im Süden.